# Martha Rogers
Martha Elizabeth Rogers (12 de mayo de 1914 - 13 de marzo de 1994) fue una enfermera, investigadora, teórica y autora estadounidense. Rogers es conocida por el desarrollo de Science of Unitary Human Beings y su libro de referencia An Introduction to the Theoretical Basis of Nursing.

## Biografía

### Primeros años y educación
Nació en Dallas, Texas, la mayor de cuatro hijos de Lucy Mulholland Keener y Bruce Taylor Rogers. Comenzó sus estudios universitarios en la Universidad de Tennessee, estudiando premedicina (1931-1933) y se retiró debido a la presión que la medicina no era una carrera adecuada para una mujer. Se matriculó en Knoxville General Hospital School para enfermería con un amigo y recibió su diploma en 1936 y al año siguiente completó su licenciatura en enfermería de salud pública en George Peabody College en Nashville, Tennessee.

### Carrera
En 1936 recibió el diploma de la escuela de Enfermería del General Hospital de Knoxville. Durante 21 años, entre 1954 y 1975, fue profesora y responsable de la división de Enfermería de la Universidad de Nueva Cork. Después de 1975 ejerció solo como profesora, y en 1979 fue nombrada profesora emerita, un cargo que conservó hasta su Muerte, acaecida el 13 de marzo de 1994 a la edad de 79 años. Los primeros trabajos de Rogers sobre el ejercicio de su profesión estuvieron dedicados a la enfermería Sanitaria pública rural en Michigan; también trabajó como supervisora de enfermeras visitadoras y en la formación y la práctica profesional en el estado deconnecticut. Posteriormente, creó el Visiting Nurse Service de Phoenix, Arizona.
En sus publicaciones se incluyen tres libros y más de 200 artículos combinados con conferencias impartidas en 46 estados de los Estados Unidos, el Distrito de Colombia, Puerto Rico, México, los Países Bajos, chile, Terranova, Columbia, Brasil y Otros Países.rofesión estuvieron dedicados a la enfermería Sanitaria pública rural en Michigan; también trabajó como supervisora de enfermeras visitadoras y en la formación y la práctica profesional en el estado deconnecticut. Posteriormente, creó el Visiting Nurse Service de Phoenix, Arizona.
Recibió doctorados honoríficos de la universidad de Duquesne, la universidad de San Diego, la universidad Fairfield, la universidad Emory, la universidad Adelphi.
Fue distinguida con numerosos premios y menciones por sus contribuciones y labor de liderazgo en Enfermería. Entre las menciones cabe señalar las de Inspiring leadership in the field of Intergroup Relations.
En 1996, Rogers fue propuesta póstumamente para ingresar en el Amercian, Nurses Association Hall of Fame. En su nombre se han instituido numerosos premios, becas y concursos.
Un retrato verbal de Rogers incluirá adjetivos tan descriptivos como estimulante, desafiante, controvertida, idealista, visionaria, profética, filosófica, académica, franca, ocurrente, ética y directa.
Sus contribuciones a la enfermería han sido reconocidas y apreciadas en todo el mundo. Sus colegas la consideran una de las más originales pensadoras de la historia de la enfermería

### Fallecimiento
Falleció el 13 de marzo de 1994 y fue enterrada en Phoenix, Arizona. En 1997, fue investida póstumamente a la Asociación Americana de Enfermeras en el Salón de la Fama.

## Publicaciones
- 1961, Educational Revolution in Nursing
- 1964, Reveille in Nursing
- 1970, An Introduction to the Theoretical Basis of Nursing